# Jordi Codina
Jordi Codina Rodríguez (Barcelona, 27 april 1982) is een Spaans betaald voetballer die dienstdoet als doelman. Hij verruilde in juli 2015 Getafe CF voor APOEL Nicosia.

## Carrière
Codina speelde tot 2002 in de jeugdopleiding van RCD Espanyol, waarna hij bij Real Madrid Castilla, het reserveteam van Real Madrid, kwam. Na het vertrek van Carlos Sánchez en David Cobeño werd hij eerste keeper van het tweede elftal van Real Madrid. De overige keepers waren Antonio Adán (tweede keeper) en Kiko Casilla (derde keeper). Hij werd bovendien aanvoerder. Codina debuteerde in de Segunda División A in het seizoen 2005/2006 tegen Sporting de Gijón. In het laatste jaar, van zijn vijf jaar in het reserveteam, speelde hij 35 van 38 wedstrijden dat brengt hem op 3150 minuten in totaal.
Aan het begin van seizoen 2007/2008 promoveerde Codina naar de selectie van Real Madrid als derde keeper, achter eerste keeper Iker Casillas en tweede keeper Jerzy Dudek. Toen Real Madrid toch al kampioen was, mocht Codina onder de lat staan in het eerste elftal in de met 5-2 gewonnen wedstrijd tegen UD Levante op 11 maart 2008.
In juli 2009 werd bekendgemaakt dat Codina verkaste naar Getafe CF. Tijdens zijn eerste wedstrijd van het seizoen 2012/13, op 10 februari 2013 uit bij FC Barcelona, moest hij zes tegendoelpunten slikken. Codina speelde zes seizoenen voor Getafe, allemaal in de Primera División. Hij speelde in de eerste twee jaar bij de club het grootste deel van de wedstrijden. In de laatste vier kwam hij steeds tussen de twee en tien competitiewedstrijden in actie. Codina verruilde Getafe in juli 2015 voor APOEL Nicosia, de kampioen van Cyprus in het voorgaande seizoen.

## Erelijst
| Kampioen Primera División | 1x | 2007/2008 |